# Itanagar
Itanagar is de hoofdstad van de Indiase deelstaat Arunachal Pradesh in het uiterste noordoosten van het land, aan de voet van de Himalaya. De stad is gelegen in het district Papum Pare en is met 34.970 inwoners (2001) vrij klein, maar desondanks de grootste stad van de deelstaat, die grotendeels geclaimd wordt door China. De stad heeft een vliegveld en een goede verbinding via spoor en weg met de rest van India. In de stad wonen relatief veel christenen en er zijn twee kerken. Behalve transport en administratie zijn ook landbouw en het verhandelen van agrarische producten van belang voor de lokale economie.

## Bezienswaardigheden
- Ita Fort
- Jawaharlal Nehru Museum

Hoofdsteden van deelstaten: Agartala · Aizawl · Amaravati · Bangalore · Bhopal · Bhubaneswar · Calcutta · Chandigarh · Chennai · Dehradun · Dharamsala · Dispur · Gairsain · Gandhinagar · Gangtok · Haiderabad · Imphal · Itanagar · Jaipur · Kohima · Lucknow · Mumbai · Nagpur · Panaji · Patna · Raipur · Ranchi · Shillong · Shimla · Trivandrum
Hoofdsteden van territoria: Chandigarh · Daman · Jammu · Kargil · Kavaratti · Leh · New Delhi · Port Blair · Puducherry · Srinagar